# Listy tygodnika „Billboard”
Listy tygodnika Billboard. Tygodnik publikuje ponad sto list albumów, singli, piosenek i teledysków.

## Artyści

### Listy wszech czasów
| Nazwa                                        | Liczba pozycji | Źródło |
| -------------------------------------------- | -------------- | ------ |
| Greatest of All Time Billboard 200 Artists   | 100            | [ 2 ]  |
| Greatest of All Time Hot 100 Artists         | 100            | [ 3 ]  |
| Greatest of All Time Adult Pop Songs Artists | 50             | [ 4 ]  |
| Greatest of All Time Hot Latin Songs Artists | 50             | [ 5 ]  |
| Greatest of All Time Top Dance Club Artists  | 100            | [ 6 ]  |
| Greatest of All Time Top R&B/Hip-Hop Artists | 100            | [ 7 ]  |
| Greatest of All Time Top Country Artists     | 100            | [ 8 ]  |

### Pozostałe
| Nazwa          | Liczba pozycji | Źródło |
| -------------- | -------------- | ------ |
| Artist 100     | 100            | [ 9 ]  |
| Social 50      | 50             | [ 10 ] |
| Next Big Sound | 15             | [ 11 ] |

## Single i utwory

### Ogólne
| Nazwa                              | Rodzaj                        | Liczba pozycji | Źródło |
| ---------------------------------- | ----------------------------- | -------------- | ------ |
| Hot 100                            | sprzedaż, streaming i airplay | 100            | [ 13 ] |
| Radio Songs                        |                               | 50             | [ 14 ] |
| Digital Songs                      |                               | 50             | [ 15 ] |
| Streaming Songs                    |                               | 50             | [ 16 ] |
| Songs of the Summer                |                               | 20             | [ 17 ] |
| Billboard Twitter Top Tracks       |                               | 50             | [ 18 ] |
| Billboard Twitter Emerging Artists |                               | 50             | [ 19 ] |
| On-Demand Songs                    |                               | 50             | [ 20 ] |

### Pop
| Nazwa              | Liczba pozycji | Źródło |
| ------------------ | -------------- | ------ |
| Pop Songs          | 40             | [ 21 ] |
| Adult Contemporary | 30             | [ 22 ] |
| Adult Pop Songs    | 40             | [ 23 ] |

### Country
| Nazwa                   | Liczba pozycji | Źródło |
| ----------------------- | -------------- | ------ |
| Hot Country Songs       | 50             | [ 24 ] |
| Country Airplay         | 60             | [ 25 ] |
| Country Digital Songs   | 25             | [ 26 ] |
| Country Streaming Songs | 25             | [ 27 ] |

### Rock
| Nazwa                    | Liczba pozycji | Źródło |
| ------------------------ | -------------- | ------ |
| Hot Rock Songs           | 50             | [ 28 ] |
| Rock Airplay             | 50             | [ 29 ] |
| Rock Digital Songs Sales | 25             | [ 30 ] |
| Rock Streaming Songs     | 25             | [ 31 ] |
| Alternative Songs        | 40             | [ 32 ] |
| Adult Alternative Songs  | 30             | [ 33 ] |
| Mainstream Rock Songs    | 40             | [ 34 ] |

### R&B/Hip-Hop
| Nazwa                           | Liczba pozycji | Źródło |
| ------------------------------- | -------------- | ------ |
| Hot R&B/Hip-Hop Songs           | 50             | [ 35 ] |
| R&B/Hip-Hop Airplay             | 50             | [ 36 ] |
| R&B/Hip-Hop Digital Songs Sales | 25             | [ 37 ] |
| R&B/Hip-Hop Streaming Songs     | 25             | [ 38 ] |
| Hot R&B Songs                   | 25             | [ 39 ] |
| Hot R&B Streaming Songs         | 25             | [ 40 ] |
| Hot Rap Songs                   | 25             | [ 41 ] |
| Rap Streaming Songs             | 25             | [ 42 ] |
| Adult R&B Songs                 | 30             | [ 43 ] |
| Rhythmic Songs                  | 40             | [ 44 ] |

### Dance/Electronic
| Nazwa                                | Liczba pozycji | Źródło |
| ------------------------------------ | -------------- | ------ |
| Hot Dance/Electronic Songs           | 50             | [ 45 ] |
| Dance/Electronic Digital Songs Sales | 25             | [ 46 ] |
| Dance/Electronic Streaming Songs     | 25             | [ 47 ] |
| Dance Club Songs                     | 50             | [ 48 ] |
| Dance/Mix Show Airplay               | 40             | [ 49 ] |

### Latin
| Nazwa                                | Liczba pozycji | Źródło |
| ------------------------------------ | -------------- | ------ |
| Hot Latin Songs                      | 50             | [ 50 ] |
| Latin Airplay                        | 50             | [ 51 ] |
| Latin Digital Song Sales             | 25             | [ 52 ] |
| Latin Streaming Songs                | 25             | [ 53 ] |
| Regional Mexican Songs               | 40             | [ 54 ] |
| Latin Pop Songs (/Latin Pop Airplay) | 40             | [ 55 ] |
| Tropical Songs                       | 40             | [ 56 ] |

### Christian/Gospel
| Nazwa                        | Liczba pozycji | Źródło |
| ---------------------------- | -------------- | ------ |
| Hot Christian Songs          | 50             | [ 57 ] |
| Christian Airplay            | 50             | [ 58 ] |
| Christian Digital Song Sales | 25             | [ 59 ] |
| Christian Streaming Songs    | 25             | [ 60 ] |
| Hot Gospel Songs             | 25             | [ 61 ] |
| Gospel Airplay               | 30             | [ 62 ] |
| Gospel Digital Song Sales    | 25             | [ 63 ] |
| Gospel Streaming Songs       | 25             | [ 64 ] |

### Holiday
| Nazwa                      | Liczba pozycji | Źródło |
| -------------------------- | -------------- | ------ |
| Holiday 100                | 100            | [ 65 ] |
| Holiday Digital Song Sales | 50             | [ 66 ] |
| Holiday Streaming Songs    | 25             | [ 67 ] |

### Pozostałe gatunki
| Nazwa             | Liczba pozycji | Źródło |
| ----------------- | -------------- | ------ |
| Smooth Jazz Songs | 30             | [ 68 ] |

### Inne kraje
| Nazwa                       | Rodzaj                        | Liczba pozycji | Źródło |
| --------------------------- | ----------------------------- | -------------- | ------ |
| Global 200                  |                               | 100            | [ 69 ] |
| Billboard Global Excl. US   |                               | 100            | [ 70 ] |
| Japan Hot 100               |                               | 100            | [ 71 ] |
| China V Chart               |                               | 30             | [ 72 ] |
| Official Singles Chart      |                               | 20             | [ 73 ] |
| Billboard Canadian Hot 100  | sprzedaż, streaming i airplay | 100            | [ 75 ] |
| Canadian Digital Song Sales |                               | 50             | [ 76 ] |
| Germany Songs               |                               | 10             | [ 77 ] |
| France Songs                |                               | 10             | [ 78 ] |
| Poland Songs                |                               | 25             | [ 79 ] |

### Listy wszech czasów
| Nazwa                                  | Liczba pozycji | Źródło |
| -------------------------------------- | -------------- | ------ |
| Greatest of All Time Hot 100 Singles   | 100            | [ 80 ] |
| Greatest of All Time Adult Pop Songs   | 50             | [ 81 ] |
| Greatest of All Time Top Country Songs | 100            | [ 82 ] |
| Greatest of All Time Hot Latin Songs   | 50             | [ 83 ] |

## Albumy

### Stany Zjednoczone
| Nazwa                       | Rodzaj               | Liczba pozycji | Źródło  |
| --------------------------- | -------------------- | -------------- | ------- |
| Billboard 200               | sprzedaż i streaming | 200            | [ 85 ]  |
| Top Album Sales             |                      | 100            | [ 86 ]  |
| Digital Albums              |                      | 25             | [ 87 ]  |
| Vinyl Albums                |                      | 25             | [ 85 ]  |
| Independent Albums          |                      | 50             | [ 88 ]  |
| Catalog Albums              |                      | 50             | [ 89 ]  |
| Tastemaker Albums           | sprzedaż             | 25             | [ 91 ]  |
| Heatseekers Albums          |                      | 25             | [ 92 ]  |
| Top Country Albums          |                      | 50             | [ 93 ]  |
| Bluegrass Albums            |                      | 15             | [ 94 ]  |
| Top Rock Albums             |                      | 50             | [ 95 ]  |
| Alternative Albums          |                      | 25             | [ 96 ]  |
| Hard Rock Albums            |                      | 25             | [ 97 ]  |
| Americana/Folk Albums       |                      | 25             | [ 98 ]  |
| Top R&B/Hip-Hop Albums      |                      | 50             | [ 99 ]  |
| R&B Albums                  |                      | 25             | [ 100 ] |
| Rap Albums                  |                      | 25             | [ 101 ] |
| Top Dance/Electronic Albums |                      | 25             | [ 102 ] |
| Top Latin Albums            |                      | 50             | [ 103 ] |
| Regional Mexican Albums     |                      | 20             | [ 104 ] |
| Latin Pop Albums            |                      | 20             | [ 105 ] |
| Tropical Albums             |                      | 20             | [ 106 ] |
| Top Christian Albums        |                      | 50             | [ 107 ] |
| Top Gospel Albums           |                      | 25             | [ 108 ] |
| Blues Albums                |                      | 15             | [ 109 ] |
| Classical Albums            |                      | 25             | [ 110 ] |
| Comedy Albums               |                      | 15             | [ 111 ] |
| Kid Albums                  |                      | 25             | [ 112 ] |
| Jazz Albums                 |                      | 25             | [ 113 ] |
| New Age Albums              |                      | 10             | [ 114 ] |
| Reggae Albums               |                      | 15             | [ 115 ] |
| Soundtracks                 |                      | 25             | [ 116 ] |
| World Albums                |                      | 15             | [ 117 ] |
| Holiday Albums              |                      | 50             | [ 118 ] |

### Inne kraje
| Nazwa                     | Liczba pozycji | Źródło  |
| ------------------------- | -------------- | ------- |
| Official Albums Chart     | 20             | [ 119 ] |
| Billboard Canadian Albums | 100            | [ 120 ] |
| Germany Albums            | 10             | [ 121 ] |

### Listy wszech czasów
| Nazwa                                     | Liczba pozycji | Źródło  |
| ----------------------------------------- | -------------- | ------- |
| Greatest of All Time Billboard 200 Albums | 200            | [ 122 ] |
| Greatest of All Time Top Country Albums   | 100            | [ 123 ] |

## Teledyski
| Nazwa             | Rodzaj   | Liczba pozycji | Źródło  |
| ----------------- | -------- | -------------- | ------- |
| Music Video Sales | sprzedaż | 100            | [ 124 ] |

## Inne
| Nazwa                       | Liczba pozycji | Źródło  |
| --------------------------- | -------------- | ------- |
| Billboard Twitter Real-Time | 140            | [ 125 ] |

| Nazwa                        | Liczba pozycji | Źródło  |
| ---------------------------- | -------------- | ------- |
| Billboard Hot Trending Songs | 20             | [ 126 ] |